# Bad Bunny
Беніто Антоніо Мартінес Оказіо(ісп. Benito Antonio Martínez Ocasio, нар. 10 березня 1994), відомий під своїм сценічним прізвищем Bad Bunny, — пуерториканський співак, репер і автор пісень. Його музику часто визначають як Latin trap та реггетон, але він включив у свою музику різні інші жанри, зокрема рок, бачата та соул. Він також відомий своїм глибоким, невиразним вокальним стилем та своїм еклектичним почуттям моди. Протягом своєї кар'єри Bad Bunny часто співпрацював з такими виконавцями, як J Balvin, Ozuna, Farruko, Residente, Arcángel, Jhay Cortez та Daddy Yankee. 2021 року Bad Bunny почав виступати як гість у професійній боротьбі WWE, де він виграв чемпіонат WWE 24/7. Під час інтерв'ю співак заявив, що співає з 2008 року.
Народився та виріс у муніципалітеті Вега-Баха (Пуерто-Рико) завоював популярність на SoundCloud і підписав контракт з звукозаписуючим лейблом під час роботи в супермаркеті, коли працював вантажником був студентом коледжу, який є частиною Університету Пуерто-Рико в Аресібо. Після виходу свого проривного синглу «Soy Peor» наприкінці 2016 року він здобув популярність після співпраці з Cardi B і Дрейком у синглах «I Like It» і «Mia», які увійшли до рейтингу Billboard Hot 100 під номером один і номер три відповідно. Його дебютний альбом X 100pre (2018) був нагороджений латинським Греммі за найкращий альбом міської музики. Його спільний альбом з J Balvin, Oasis (2019), містить популярні сингли «Qué Pretendes» та «La Canción».
На початку 2020 року він виступив на шоу у першому таймі Super Bowl LIV в якості гостя, поряд з Шакірою та Дженніфер Лопес, і став першим виконавцем латиноамериканської музики на обкладинці журналу Rolling Stone. Протягом року Bad Bunny випустив свій другий сольний студійний альбом YHLQMDLG (Yo hago lo que me da la gana), альбом збірки сюрпризів Las que no iban a salir та третій альбом El Último Tour Del Mundo, який став першим повністю іспаномовним альбомом, що увійшов до рейтингу Billboard 200 у США, і створив сингл Billboard Global 200 номер один «Dakiti». Завдяки тому, що це був перший не англокомовний альбом, він став найпопулярнішим виконавцем року відзначений Spotify (2020).

## Раннє життя
Беніто Антоніо Мартінес народився 10 березня 1994  р. у районі Альміранте-сюр у місті Вега-Баха (Пуерто-Рико). Його батько Тіто був водієм вантажівки, а мати Лізаурі — вчителькою на пенсії. Його мати часто слухала сальсу, меренге та балади, такі як «Abrázame muy fuerte» Хуана Габріеля, тоді як він допомагав їй у домашніх справах. У нього є два молодших брати, Берні та Бісаель, і він вважає своїх близьких друзів частиною своєї родини. Він сказав, що виріс у щасливому домі. Як «розгублений цвіт квітки з бурхливим голосом», репер описав себе дитиною, сказавши: «Я не був дитиною, яка розважалась на вулиці. Мені подобалося бути вдома з родиною».
Bad Bunny каже, що з юних років хотів бути співаком. У дитинстві він щотижня відвідував церкву зі своєю набожною католицькою матір'ю і співав у церковному хорі до 13 років. Після того, як покинув хор, у нього виник інтерес до артистів, яких він чув по радіо, зокрема до Дедді Янкі та Гектора Лаво. Першим його сольним виступом було виконання пісні Хуанеса «Mala Gente» в шоу талантів середньої школи. Його сценічне ім'я походило з часів, коли репер був змушений одягати костюм зайчика в школу і фотографувався з гнівним виразом обличчя. Не дивлячись на сором'язливість у середній школі, він часто створював репи для вільного стилю, щоб розважити своїх однокласників, розвиваючи репутацію своєї школи своєю творчістю та гумором. Його підліткові інтереси також включали катання на скейтборді та професійну боротьбу, що вплинуло на його почуття моди.
Говорячи про свою віддаленість від пуерториканської музичної індустрії, він заявив: «Я з Вега-Баха, невеликого району, який не є мегаполісом, подібним до Сан-Хуана, звідки походить більшість артистів жанру. Ось що дивує і неймовірно з цього приводу — я просто ні з чого не вийшов, і це все. Коли я навчався в школі, я сидів на балконі і співав, і люди стояли навколо і слухали». Він заявив, що коли він був молодим, його мати хотіла, щоб він став інженером, батько вважав за краще, щоб він був гравцем у бейсбол, тоді як учитель сказав йому, що він стане пожежником. Натомість він пройшов курси аудіовізуального спілкування в коледжі Університету Пуерто-Рико в Аресібо.

## Кар'єра
2008–2017: Початок кар'єри
Працюючи вантажником у Supermercados Econo у Вега-Баха в 2016 році, Bad Bunny випустив музику як незалежний виконавець на SoundCloud, де його пісня «Diles» привернула увагу ді-DJ Luian. DJ Luian представив Bad Bunny продюсерській команді Mambo Kingz, які були заінтриговані музичним експериментуванням Bad Bunny та його стилем одягу. Відтоді він отримав кілька десятків найкращих записів на чарті американських гарячих латиноамериканських пісень. Його дебютний сингл «Soy Peor» досяг 22-го місця в чарті Hot Songs. Через десять місяців після випуску відео «Soy Peor» досягло 330 мільйонів переглядів на YouTube. Його пісня «Krippy Kush» із участю Farruko також стала успішною. Співпраця Bad Bunny у травні 2017 року з Karol G, «Ahora Me Llama», зібрала понад 756 мільйонів переглядів на YouTube і досягла 10-го місця в чарті Billboard Hot Latin Songs. «Ahora Me Llama» увійшла до списку Вибране Alt.Latino: The Songs Of 2017 як одна з найкращих латиноамериканських пісень 2017 року.
Влітку 2017 року Bad Bunny підписав угоду з Cardenas Marketing Network. Він співпрацював з Becky G. Їх спільна пісня «Mayores» вийшла у липні 2017 року. Починаючи з листопада 2017 року, Bad Bunny проводив перше іспаномовне шоу Beps 1, Trap Kingz. Також у листопаді 2017 року трек Bad Bunny «Tu No Metes Cabra» досяг 38-го місця в чарті Hot Latin Songs. Лише у 2017 році Bad Bunny взяв участь у п'ятнадцяти графічних композиціях Billboard Hot Latin Songs.
2018–2019: Міжнародний успіх, X 100pre та Oasis

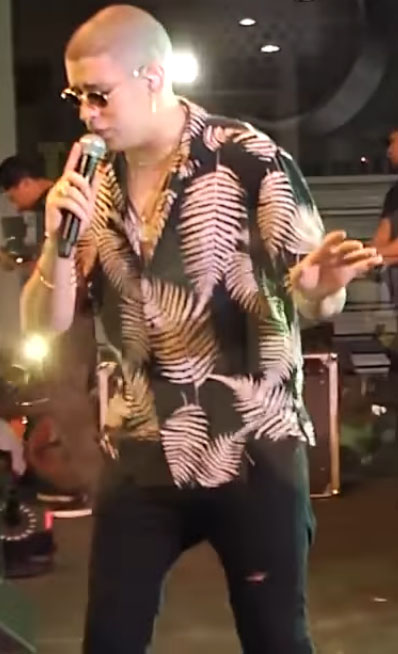
Bad Bunny виступає в Еквадорі у вересні 2018 року

У травні 2018 року американська репер-виконавиця Cardi B співпрацювала з Bad Bunny і J Balvin. Їх спільна робота «I Like It» яка потрапила на перше місце в Billboard Hot 100. Це був перший сингл Bad Bunny номер один на американському Billboard Hot 100 і отримав номінацію на премію Греммі за рекорд року. 11 жовтня 2018 року Bad Bunny випустив «Mia», співпрацю з Дрейком. Він досяг п'ятого місця на Billboard Hot 100. У листопаді 2018 року Bad Bunny випустив «Te Guste» разом із Дженніфер Лопес із відео, знятим Майком Хо.
Bad Bunny випустив свій дебютний альбом X 100pre напередодні Різдва 2018 незабаром після того, як залишив лейбл DJ Luian «Hear this Music», розкривши в прямому ефірі Instagram, що йому ніколи не дозволяли робити альбом, а також зізнаючись, що він насправді сам виробляв свою музику. Він приєднався до Rimas Entertainment, як тільки залишив «Hear this Music», щоб випустити дебютний альбом 24 грудня 2018. У Metacritic, який присвоює нормалізований рейтинг із 100 рецензіям загальнодоступних критиків, X 100pre отримав середній бал 84 на основі п'яти відгуків, що вказує на «загальне визнання». Платівка містить різноманітні музичні жанри, включаючи поп-панк, андську музику, домініканську дембо та «вітряний рок стадіону 80-х». Альбом X 100pre увійшов до списку 500 найвеличніших альбомів усіх часів (2020).
28 червня 2019 року Bad Bunny випустив Oasis, спільний альбом із восьми пісень із J Balvin. Платівка вийшла за одну ніч і була визнана «несподіваним» випуском. Вперше обидва артисти познайомилися на концерті J Balvin у Пуерто-Рико, коли Bad Bunny працював над випуском музики на SoundCloud, а потім співпрацював над треком «Si Tu Novio Te Deja Sola» у 2017 році. Oasis посів дев'яте місце в Billboard Hot 100 і очолив чарт Billboard US Latin Albums. 2019 року Bad Bunny виступив на головній сцені в Coachella.
2020: YHLQMDLG, Las que no iban a salir та El Último Tour Del Mundo
У лютому 2020 року Bad Bunny був запрошеним виконавцем на шоу Super Bowl LIV, гостями якого були Шакіра та Дженніфер Лопес. Bad Bunny анонсував альбом YHLQMDLG 27 лютого 2020. Він вийшов 29 лютого 2020. Назва альбому розшифровується як «Yo Hago Lo Que Me Da La Gana» (іспанською мовою звучить «Я роблю те, що хочу») і включає співпрацю з Daddy Yankee, Yaviah, Jowell & Randy, Ñengo Flow. Альбом є даниною поваги маркізенам (вечіркам в гаражах), яких Bad Bunny виріс, відвідуючи, і містить багато посилань до реггетону початку / середини 2000-х. В заключній пісні альбому «<3» артист оголосив про намір піти на пенсію після випуску ще одного альбому. Він зазначив, що стрес від слави негативно позначився на його психічному здоров'ї.
YHLQMDLG дебютував під номером два американського Billboard 200, ставши найбільш іспанським альбомом з усіх іспанських альбомів, який коли-небудь був у чарті на той час. Альбом був схвалений критиками, які високо оцінили музичне різноманіття альбому. «Vete» вийшов як головний сингл альбому 22 листопада 2019. Назва альбому вперше була згадана під час послідовності супровідного відеокліпу. Другий сингл «Ignorantes» з Sech вийшов 14 лютого 2020. У березні 2020 року Bad Bunny випустив кліп на «Yo Perreo Sola». «Yo Perreo Sola» потрапив на перше місце в чарті Billboard Latin Airplay.
4 квітня 2020 року він випустив на SoundCloud пісню «En Casita», натхненну COVID-19, яка висловила солідарність з іншими в карантині та показала вокал своєї подруги Габріели Берлінгері. 10 травня 2020 року Bad Bunny випустив свій третій сольний студійний альбом (загальний четвертий) Las que no iban a salir, без попередніх оголошень. Альбом є насамперед компіляцією раніше не виданих або незавершених пісень. Пісні з альбому звучали в прямому ефірі Instagram. В альбомі представлена співпраця з Доном Омаром, Zion & Lennox, Nicky Jam, і Jhay Cortez.
У липні 2020 року він з'явився на першій цифровій обкладинці журналу Playboy як перший чоловік, який з'явився на обкладинці, крім засновника журналу Х'ю Хефнера. Обкладинку зняв фотограф Стілз у Маямі, штат Флорида, а журнал містить статтю під назвою «Bad Bunny не грає Бога».
Він також здобув латинську нагороду ASCAP за авторство пісень року.
Bad Bunny з YHLQMDLG став найпопулярнішим виконавцем та, відповідно, альбомом Spotify у всьому світі в 2020 році. Вперше неангломовний музичний виконавець очолює список на кінець року, стаття The Guardian вважає його «найбільшою зіркою поп-музики у світі» за своїми потоковими номерами. Альбом отримав номінацію на премію Греммі за найкращий латиноамериканський поп-альбом або міський альбом.

## Особисте життя
Bad Bunny каже, що йому подобається жити спокійно, і відразу після концерту він залишає район, щоб уникнути натовпу. Він зник із соціальних мереж на час, коли був вражений своїм раптовим піднесенням слави. 2018 року перегляди його відео на YouTube склали сім мільярдів.
Репер познайомився з дизайнером ювелірних виробів Габріелою Берлінгері в 2017 році в ресторані, обідаючи зі своєю сім'єю, і вони незабаром почали зустрічатися. Берлінгері допомагала Bad Bunny у записі пісні «Te Guste» у 2018 році. Bad Bunny тримав свої стосунки з Берлінгері в таємниці від громадськості до 2020 року. Берлінгері стала першою латиноамериканкою, яка зняла обкладинку Rolling Stone, коли сфотографувала репера для обкладинки журналу в травні 2020 року.
23 листопада 2020 року було оголошено, що він отримав позитивний результат на COVID-19, але без «значущих симптомів».

## Дискографія
Студійні альбоми
- 2018 — X 100pre
- 2019 — Oasis (з J Balvin)
- 2020 — YHLQMDLG
- 2020 — El Último Tour Del Mundo
- 2022 — Un Verano Sin Ti
- 2023 — Nadie Sabe Lo Que Va a Pasar Mañana
- 2025 — Debí Tirar Más Fotos

## Фільмографія
- 2018 — Sugar[en] (камео)
- 2021 — «Нарко: Мексика» (Артуро «Кіті» Паес[61]; Попереднє виробництво[62])
- 2021 — American Sole (Попереднє виробництво[63])
- 2021 — Royal Rumble (камео)[64][65]
- 2021 — WWE Raw (камео)
- 2022 — Швидкісний поїзд
- 2025 — Спійманий на крадіжці